# Phillips 66
Phillips 66 — энергетическая компания США, занимается транспортировкой и торговлей нефтью, нефтепродуктами и природным газом, а также владеет 50-процентой долей в крупной нефтехимической компании Chevron Phillips Chemical Company. Образована в 2012 году отделением от ConocoPhillips.

## История
Название «Филлипс» относится к братьям Фрэнку и Ли Филлипсам. В 1903 году они основали в Оклахоме нефтедобывающую компанию Anchor Oil and Gas. Хотя уже в 1905 году компания начала приносить прибыль, братья решили оставить нефтяной бизнес и заняться банкингом. Однако в годы Первой мировой войны цена на нефть резко выросла (с 40 центов до 1 доллара за баррель), и Филлипсы выкупили свою компанию обратно и назвали её Phillips Petroleum Company. В 1927 году, когда уровень добычи нефти компанией достиг 55 тыс. баррелей в сутки, Филлипсы начали строительство своего первого нефтеперерабатывающего завода; марку своего бензина решили назвать Phillips 66, поскольку её опробывали на шоссе 66. В 1948 году была создана нефтехимическая дочерняя структура Phillips Chemical Company. В 1950-х годах Phillips Petroleum Company вышла на первое место в США по уровню добычи природного газа, а в 1960-х годах начала международную экспансию. К 1967 году автозаправки под брендом Phillips 66 имелись во всех 50-ти штатах.
В 2000 году было создано совместное нефтехимической предприятие с Chevron. В 2002 году Phillips Petroleum Company объединилась с Conoco, образовав ConocoPhillips. В декабре 2011 года активы, связанные с транспортировкой и торговлей нефтью, нефтепродуктами и газом, были выделены в компанию Phillips 66, тогда же её акции начали котироваться на Нью-Йоркской фондовой бирже.

## Собственники и руководство
- Грегори Гарленд (Greg C. Garland) — председатель совета директоров и главный исполнительный директор с апреля 2012 года, в Phillips Petroleum Company с 1980 года.
- Марк Лашиер (Mark E. Lashier) — президент и главный операционный директор с апреля 2021 года, в Chevron Phillips Chemical Company с 2015 года[2].

## Деятельность
Основные подразделения по состоянию на 2021 год:
- Midstream — транспортировка нефти, нефтепродуктов, сжиженного газа; компания управляет сетью из нефте- и газопроводов общей протяжённостью 36 тыс. км, а также контролирует 39 терминалов для нефтепродуктов, 20 — для нефти и 5 для сжиженного газа, ей принадлежат 11 судов для транспортировки нефти и газа, железнодорожные и автоцистерны. Выручка 8,8 млрд долларов.
- Chemicals — 50-процентная доля в нефтехимической компании Chevron Phillips Chemical Company (совместном предприятии с Chevron); ей принадлежит полностью или частично 28 нефтехимических предприятий в США, Бельгии, Колумбии, Катаре, Саудовской Аравии и Сингапуре; 17,5 млн тонн продукции, из них 13,6 млн тонн в США. Доля в прибыли 1,8 млрд долларов.
- Refining — нефтепереработка на 12 НПЗ в США, Великобритании и Германии (получение бензина и авиационного горючего), производство биотоплива; номинальная производительность НПЗ составляет 1,96 млн баррелей в сутки. Выручка 28,7 млрд долларов.
- Marketing and Specialties — торговля нефтепродуктами и смазочными материалами; сеть насчитывает 7110 автозаправок в США под брендами Phillips 66, Conoco и 76, а также 1280 в Австрии, Германии и Великобритании под брендом JET, 300 в Швейцарии под брендом Coop и 90 в Мексике; смазочные материалы продаются под брендами Phillips 66, Kendall, и Red Line. Продажи топлива за 2021 год составили 680 млн баррелей в США и 97,5 млн баррелей в других странах. Выручка 83,9 млрд долларов.

Из 111,5 млрд долларов выручки в 2021 году 88,0 млрд пришлось на США, 11,1 млрд — на Великобританию, 4,3 млрд — на Германию, 8,1 млрд — на другие страны.
|                | 2011  | 2012  | 2013  | 2014  | 2015  | 2016  | 2017  | 2018  | 2019  | 2020   | 2021  |
| -------------- | ----- | ----- | ----- | ----- | ----- | ----- | ----- | ----- | ----- | ------ | ----- |
| Оборот         | 195,9 | 179,3 | 171,6 | 161,2 | 98,98 | 84,28 | 102,4 | 111,5 | 107,3 | 64,13  | 111,5 |
| Чистая прибыль | 4,732 | 4,076 | 3,665 | 4,056 | 4,227 | 1,555 | 5,106 | 5,595 | 3,076 | –3,975 | 1,317 |
| Активы         | 43,21 | 48,04 | 49,77 | 48,69 | 48,58 | 51,65 | 54,37 | 54,30 | 58,72 | 54,72  | 55,59 |